# ایان تری
ایان پاتریک تری (انگلیسی: Ian Patrick Terry؛ زاده ۱۹ مارس ۱۹۹۱) یک برنده آمریکایی تلویزیون واقع‌نما Big Brother 14 در سال ۲۰۱۲ است.